# Leila (шкољке)
Leila је род слатководних шкољки из породице Mycetopodidae.

## Врсте
Врсте у оквиру рода Leila:
- Leila blainvilliana (Lea, 1834)
- Leila esula (d'Orbigny, 1835)

## Синоними
- Columba Lea, 1838